# 落窪物語
『落窪物語』（おちくぼものがたり）は、10世紀末頃に成立したとされる中古日本の物語である。全4巻。作者は不明。源順、源相方などが候補に挙がっており、巻四は清少納言が書き加えたとする説まであるが、いずれも確定に至っていない。

## 概要
題名の「落窪」は、主人公の薄倖な女君が置かれた居室の名前に由来する。美しい容貌を持つ主人公の落窪の女君が、その名の通り寝殿の隅にある、畳の落ち窪んだ陋屋（ろうおく）に住まわされ、継母からのいじめにあうが、結末は右近の少将に見初められ結ばれるという、シンデレラとも似通った構図を持つ継子いじめ譚。
『落窪物語』は『源氏物語』に先立つ中古の物語で『枕草子』にも言及がある。恩讐のけじめをはっきりさせているやや単純な筋ながらも、継子いじめの筋を軸に、当時の貴族社会を写実的に描写した物語として評価されている。

## 内容
主人公は中納言源忠頼の娘（落窪の姫）である。母と死別した落窪の姫は継母のもとで暮らすことになったが、継母からは冷遇を受けて落窪の間に住まわされ不幸な境遇にあり、味方は女房のあこきと末弟の三郎君だけであった。そこに現われた貴公子、右近の少将道頼に見出され、姫君に懸想した道頼は彼女のもとに通うようになった。しかしそれを知った継母に納戸に幽閉され、さらには貧しい典薬の助の元へ嫁がされそうになるが、そこを道頼とあこき達に救出され、二人は結ばれる。道頼は姫君をいじめた継母に復讐を果たし、中納言一家は道頼の庇護を得て幸福な生活を送るようになった。

## 登場人物
落窪の姫
ヒロイン。王家筋の女を母に持つため、出自は継母や異母姉妹達より遥かに高いが、彼女達からは下女同然の扱いを受けていた。長年、針子として家族の着物や小物類を縫わされ続けていたため裁縫と、亡き母から習った琴が非常に得意。
中納言（源忠頼）
落窪の父。北の方の言いなりになって、落窪を自分の娘として扱ったり庇ったりすることも無かった。
北の方
落窪の継母。4人の娘を持つ。落窪を虐待し、四の君を右近の少将に嫁がせようとするが、右近の少将によって四の君は兵部の少輔と結婚させられるなど、理由も分からないまま右近の少将から様々な嫌がらせを受ける。
三の君
蔵人の少将の妻だったが、妻としての自覚がないため、愛想を尽かされてしまう。
四の君
中納言と北の方の間に生まれた末娘で、北の方は右近の少将と結婚させようとするが、右近の少将の策略によって兵部の少輔と結婚させられる。後に右近の少将の計らいで大宰大弐と再婚する。
三郎君
北の方の実子だが、異母姉である落窪の姫を慕っている。姫君が納戸に閉じ込められた時は、右近の少将とあこきと共に救出に乗り出す。
あこき（阿漕とも表記）と帯刀（惟成）
落窪の姫に仕える女房とその夫。元々は姫君の母親に仕えていたのだが、没後は姫君とともに北の方の屋敷にやって来る。夫の帯刀を介して姫君と右近の少将の仲を取り持つなど、彼女を通して当時の貴族の縁談の一端が生き生きと描かれている。
蔵人の少将
三の君の婿であったが妻の自覚が無い三の君に愛想を尽かし、後に右近の少将の妹（中の君）と結婚。
右近の少将（道頼）
帯刀の乳兄弟で、落窪の姫の夫。後に三位の中将、中納言兼衛門督、大納言兼左大将、左大臣、太政大臣と昇進。落窪の姫以外に妻も恋人も持たず、彼女だけを一生愛し続け沢山の子供に恵まれた。実在の藤原道頼がモデルとされる。
左大将
右近の少将の父。後に右大臣に昇進。
帯刀の母
右近の少将の乳母。落窪が実家で虐待されていたことを理由に右近の少将を別の女性と縁談させようとするが、帯刀の説得によって断念する。
典薬の助
中納言家の居候。中納言の北の方の叔父。落窪の姫と結婚しようとする。
兵部の少輔
右近の少将の母方の親戚である治部卿（）の息子。馬面で性格も変わっているため、人々から「面白の駒」と馬鹿にされている。右近の少将の策略で四の君と結婚し、後に出家する。

## 刊本
- 『日本古典文学大系』13「落窪物語 堤中納言物語」松尾聰（校注） 岩波書店（1957年）
- 『新日本古典文学大系』18「落窪物語 住吉物語」藤井貞和（校注）、稲賀敬二（校注） 岩波書店（1989年）ISBN 4002400182 / ISBN 978-4007306549（オンデマンド版）
- 『少年少女古典文学館』3「落窪物語」  氷室冴子 （著） 講談社 （1993年）ISBN 4062508036
- 『新編日本古典文学全集』17「落窪物語・堤中納言物語」 三谷栄一 （翻訳）、 稲賀敬二 （翻訳）、 三谷邦明 （翻訳） 小学館（2000年） ISBN 4096580171
- 『新版 落窪物語 現代語訳付き 上・下』室城秀之（訳注）角川ソフィア文庫（2004年）ISBN 978-4043742011 / ISBN 978-4043742028
- 『落窪物語』 藤井貞和（校注）岩波文庫（2014年）ISBN 978-4003004319

## 関連作品
- 『マンガ日本の古典2 落窪物語』 花村えい子画[注 3]（中央公論社）ISBN 4124032803（1997年） 
  - 『落窪物語―マンガ日本の古典 (2)』 中公文庫 花村えい子 （著） 中央公論新社 ISBN 4122034515（1999年） 
『マンガ日本の古典2 落窪物語』の文庫版。
- 『舞え舞え蝸牛』文春文庫 田辺聖子 （著）ISBN 4167153130 （1979年） 
翻案作品。物語最後の少将による復讐は、著者の感性によって原作よりも穏やかなものになっている。
宝塚歌劇団で『舞え舞え蝸牛』として舞台化。
- 『おちくぼ物語』文春文庫 田辺聖子 （著）ISBN 9784167903503 （2015年） 
「舞え舞え蝸牛」を改題した新装版。
- 『おちくぼ姫』平凡社名作文庫17 田辺聖子 著
『舞え舞え蝸牛』を少年向けに書き改めたもの。角川文庫にも収録。
- 『おちくぼ』 山内直実 著 ISBN 4592214315
『なんて素敵にジャパネスク』など、氷室冴子による平安時代を舞台にした小説の漫画版を手掛けてきた著者による漫画化作品。白泉社の別冊花とゆめにて連載開始、同誌の休刊後は同社で配信するウェブコミック配信サイト・アプリのマンガParkにて続きが掲載され、2020年7月に完結。落窪の君の姉妹の話にアレンジが加えられている。